# 10499 Sarty
10499 Sarty eller 1986 RN5 är en asteroid i huvudbältet som upptäcktes den 7 september 1986 av den belgiske astronomen Henri Debehogne vid La Silla-observatoriet. Den är uppkallad efter Gordon Eric Sarty.
Den har en diameter på ungefär 3 kilometer.